# نورمان نيلسون
نورمان نيلسون (بالإنجليزية: Norm Nelson)‏ هو سائق سباق أمريكي، ولد في 30 يناير 1923، وتوفي في 8 نوفمبر 1988.